# Lerista lineopunctulata
Lerista lineopunctulata este o specie de șopârle din genul Lerista, familia Scincidae, descrisă de Auguste Henri André Duméril și Bibron 1839. Conform Catalogue of Life specia Lerista lineopunctulata nu are subspecii cunoscute.